# Маріон (Техас)
Маріон (англ. Marion) — місто (англ. city) в США, в окрузі Гвадалупе штату Техас. Населення — 1034 особи (2020).

## Географія
Маріон розташований за координатами 29°34′21″ пн. ш. 98°8′35″ зх. д. / 29.57250° пн. ш. 98.14306° зх. д. (29.572568, -98.142941).  За даними Бюро перепису населення США в 2010 році місто мало площу 2,02 км², уся площа — суходіл.

## Демографія
Згідно з переписом 2010 року, у місті мешкало 1066 осіб у 387 домогосподарствах у складі 278 родин. Густота населення становила 527 осіб/км².  Було 422 помешкання (209/км²).
Расовий склад населення:
| - 80,1 % — білих - 4,9 % — чорних або афроамериканців - 1,5 % — азіатів - 10,6 % — осіб інших рас |

До двох чи більше рас належало 2,9 %. Частка іспаномовних становила 43,4 % від усіх жителів.
За віковим діапазоном населення розподілялося таким чином: 26,5 % — особи молодші 18 років, 59,6 % — особи у віці 18—64 років, 13,9 % — особи у віці 65 років та старші. Медіана віку мешканця становила 36,7 року. На 100 осіб жіночої статі у місті припадало 93,1 чоловіків;  на 100 жінок у віці від 18 років та старших — 88,7 чоловіків також старших 18 років.
Середній дохід на одне домашнє господарство  становив 49 945 доларів США (медіана — 42 875), а середній дохід на одну сім'ю — 54 546 доларів (медіана — 46 000). Медіана доходів становила 34 643 долари для чоловіків та 30 000 доларів для жінок. За межею бідності перебувало 8,5 % осіб, у тому числі 11,8 % дітей у віці до 18 років та 1,5 % осіб у віці 65 років та старших.
Цивільне працевлаштоване населення становило 454 особи. Основні галузі зайнятості: роздрібна торгівля — 22,9 %, освіта, охорона здоров'я та соціальна допомога — 12,8 %, будівництво — 9,9 %, виробництво — 8,8 %.